# Clytus rufobasalis
Clytus rufobasalis är en skalbaggsart som beskrevs av Maurice Pic 1917. Clytus rufobasalis ingår i släktet Clytus och familjen långhorningar. Inga underarter finns listade i Catalogue of Life.